# Ascoidea rubescens.
Ascoidea rubescens. är en svampart som beskrevs av Bref. 1891. Ascoidea rubescens. ingår i släktet Ascoidea och familjen Ascoideaceae.   Inga underarter finns listade i Catalogue of Life.